# Otocarpus
Otocarpus é um género botânico pertencente à família Brassicaceae.